# Íñigo López
Pour les articles homonymes, voir Inigo.
Íñigo López (1028-1077), est le premier seigneur de Biscaye.

## Biographie
Il a exercé la souveraineté de la Biscaye comme il est dit dans des inscriptions de 1017 et 1020 : « Comes Enneco Lopiz Vizcayensis »
En 1051, il obtient du roi García III de Navarre le gouvernement de Biscaye.
Ils sont comtes ad Imperandum, mais non ad possidendum, bien que les comtés puissent être convertis en héréditaires, mais toujours par la volonté du roi.
Iñigo López a eu la juridiction de Bizkaia, Durango et Nájera. Bizkaia a fait partie du royaume astur-léonais (Asturies et Léon) jusqu'à ce que Sanche le Grand l'intègre dans le royaume de Navarre. Au décès de Sanche de Peñalén en 1076, Alphonse VI la retourne à la Castille.
Durant quelques saisons, il a été le quartier général du comté de Durango.
En 1053 Íñigo et son conjoint Toda, ont fait don au monastère de San Juan de la Peña du château et de l'église du Gaztel-ugach et quelques héritages à Bermeo.
En 1076, il achète des maisons à San Román de Cameros (La Rioja). Donne comme paiement « 8 vaches qui ont vêlé et sevré et 20 salaires d'argent ». Son beau-frère Ximeno Fortunión, troisième seigneur des Cameros et gouverneur de Meltria, signe comme témoin.

## Descendance
Il a épousé Toda Forúnez (Ortiz). Íñigo et Toda ont eu pour fils Lope Iñiguez, García, Galindo, Mencía et Sancho Iñiguez. Quelques sources mentionnent aussi Juliana Iñiguez, Segneure de Villasutre, Avalos et Carcamo, qui s'est mariée avec Don Vela, premier seigneur d'Ayala.

### Sources
- (es) Cet article est partiellement ou en totalité issu de l’article de Wikipédia en espagnol intitulé « Íñigo López, señor de Vizcaya » (voir la liste des auteurs).